# Joseph Rykwert
Joseph Rykwert (Varsóvia, 5 de abril de 1926 – 18 de outubro de 2023) foi um historiador de arte britânico de origem polonesa que em 1939 – aos catorze anos de idade – seguiu para a Inglaterra para realizar seus estudos de arquitetura na Bartlett School e na Architectural Association School. Joseph Rykwert foi professor do Royal College of Art de Londres, obtendo seu título de doutor em 1970, e lecionou nas universidades de Essex e Cambridge. Em 1988 estabeleceu-se nos Estados Unidos e também lecionou História da Arte na Universidade da Pensilvânia (com o título honorífico de “Paul Philippe CretProfessor of Architecture”).

## Obras
As preocupações de Rykwert eram múltiplas, mas alguns temas particulares se destacam. Seu trabalho está fundamentalmente preocupado com a origem das ideias arquitetônicas e, tendo experimentado o deslocamento em tenra idade, com nosso senso de 'lugar'. Em The Idea of a Town: The Anthropology of Urban Form in Rome, Italy and the Ancient World (publicado pela primeira vez em 1963 e em duas edições subsequentes), em vez de aceitar o ponto de vista dos arqueólogos sobre a cidade antiga como resultado das necessidades práticas de assentamento, Rykwert abriu novos caminhos na compreensão da cidade antiga como um produto de rituais sagrados e simbólicos. O livro serviu como uma crítica oportuna dos desenvolvimentos da Cidade Nova do pós-guerra. Em On Adam's House in Paradise: The Idea of the Primitive Hut in Architectural History (1972 e edições subsequentes), Rykwert examinou a ideia persistente de que a arquitetura poderia ser devolvida a um estado perdido de acordo com a natureza, um acordo simbolizado pela lendária ideia de que Adão havia construído uma casa no Éden. Em Os primeiros modernos: os arquitetos do século XVIII (1980), Rykwert traçou as origens de muitas ideias modernas que são comumente consideradas invenções recentes (como óptica e perspectiva). O livro não é uma história convencional de estilo, mas sim de ideias e cultura. Frances Yates explicou essa novidade de abordagem no The Times Literary Supplement: 'O alcance do aprendizado de Rykwert é enorme. História dos jardins, influências chinesas, arquitetura de festivais, tudo contribui para a riqueza transbordante. Grandes figuras da história do pensamento e da ciência - Bacon, Newton, Vico - são vistas de novos ângulos. Esta não é uma história superficial de estilos, nenhuma história convencional de idéias. Ele revigora ambos através da tentativa de um novo tipo de história da arquitetura. Em The Dancing Column: On Order in Architecture (1996), Rykwert voltou sua atenção para as origens das ordens arquitetônicas e, mais recentemente, em The Seduction of Place: The History and Future of Cities (2000) para a questão de como criar espaços e formas urbanas bem-sucedidas nas cidades de hoje.
Ao longo de sua carreira, Rykwert se preocupou com o trabalho do arquiteto renascentista Leon Battista Alberti. Em 1955, Rykwert publicou uma edição comentada da tradução de Leoni de 1756 do tratado de Alberti, intitulada The Ten Books of Architecture, de L.B. Alberti, e isso foi seguido em 1989 por uma nova tradução do latim, intitulada On the Art of Building in Ten Books (publicada com Robert Tavernor e Neil Leach). Em 1994, Rykwert foi co-curador (com Robert Tavernor e Anne Rykwert) de uma exposição internacional sobre o trabalho de Alberti, realizada no Palazzo Te em Mântua. O interesse sobreposto de Alberti pela teoria e prática arquitetônica, e sua concepção do arquiteto como filósofo e estudante de muitas artes, levaram Rykwert a identificá-lo como representante do arquiteto modelo para uma época em que o papel do designer corre o risco de ser reduzido ao de um empresário ou tecnocrata. A concepção da arquitetura como um produto de disciplinas inter-relacionadas e como irmã de outras artes visuais informa o último livro de Rykwert, The Judicious Eye: Architecture Against the Other Arts, publicado em 2008.
Joseph Rykwert casou-se com sua segunda esposa, Anne, durante seu tempo em Essex, e ela foi colaboradora em obras notáveis, incluindo a exposição internacional Alberti e um livro sobre os irmãos Adam. O ensino de Rykwert influenciou várias gerações de arquitetos e historiadores. Sir James Stirling comentou sobre The First Moderns, por exemplo, que era: "Um erudito leva ao meu período favorito (início do século XIX) com revelações surpreendentes sobre os heróis arquitetônicos da época". Muitos dos ex-alunos de Rykwert passaram a ter carreiras significativas por direito próprio, como Daniel Libeskind, Shams Naga, Eric Parry, Alberto Pérez-Gómez, Mohsen Mostafavi, Robert Tavernor, Vaughan Hart, John Macarthur e David Leatherbarrow. Muitos departamentos universitários de arquitetura no Reino Unido ou na América empregam funcionários que foram ensinados por Rykwert.
Ao contrário de muitos historiadores da arquitetura antes dele, Joseph Rykwert não se preocupou com o estilo arquitetônico ou a linguagem clássica em si, mas sim com o significado de um projeto particular que deve sempre encontrar sua própria expressão apropriada. Ao longo de seu trabalho, ele se preocupou com a prática arquitetônica profissional tanto quanto com a história e a teoria, e com as maneiras pelas quais os edifícios são realmente projetados e feitos.

## Morte
Rykwert morreu no dia 18 de outubro de 2024, aos 98 anos.

## Publicações (selecionadas)
- The Golden House (1947)
- The Ten Books of Architecture, by L.B. Alberti (edição anotada da tradução de Leoni de 1756 (1955))
- Church Building (1966)
- On Adam's House in Paradise: The Idea of the Primitive Hut in Architectural History (Museu de Arte Moderna, primeira edição, 1972)
- The Idea of a Town: The Anthropology of Urban Form in Rome, Italy, and The Ancient World (primeira edição, 1963)
- The First Moderns: The Architects of the Eighteenth Century (1980)
- The Necessity of Artifice (1982)
- The Brothers Adam (com Anne Rykwert, 1985)
- Leon Battista Alberti's On the Art of Building in Ten Books tradução de Joseph Rykwert, Robert Tavernor e Neil Leach (1991)
- The Dancing Column: On Order in Architecture (1996)
- The Seduction of Place: The History and Future of Cities (2000)
- Body and Building: Essays on the Changing Relation of Body and Architecture editado por George Dodds e Robert Tavernor (2002)
- Structure and Meaning in Human Settlements (Editor, com Tony Atkin, 2005)
- The Judicious Eye: Architecture Against the Other Arts (2008)